# حق حصري
الحق الحصري، أو الحصرية، هو امتياز فعلي قانوني غير ملموس معرّف في القانون (أي نفوذ أو، بمعنى أوسع، الحق) لأداء إجراء معين أو الحصول على منفعة معينة والسماح للآخرين أو منعهم من أداء نفس الإجراء أو الحصول على نفس المنفعة. "الامتياز" هو في الواقع حق حصري. ويقتصر استخدام المصطلح على السلطات الرسمية للدولة أو السلطات السيادية (أي الدستورية). الحقوق الحصرية هي شكل من أشكال الاحتكار.
يمكن تأسيس الحقوق الحصرية بموجب القانون أو بموجب التزام تعاقدي، ولكن سيعتمد نطاق القابلية للتنفيذ على مدى إلزام الآخرين بالأداة/الصك التي تؤسس الحق الحصري؛ وبالتالي، في حالة الحقوق التعاقدية، فإن الأشخاص الأطراف في العقد هم فقط الذين يتأثرون بالحصرية.
قد تُمنح الحقوق الحصرية في قانون الملكية، أو قانون حق المؤلف، أو قانون براءات الاختراع، أو فيما يتعلق بالمرافق والمنافع العامة، أو في بعض الولايات القضائية، أو في تشريعات خاصة أخرى قائمة بذاتها. ويجادل العديد من العلماء بأن هذه الحقوق تشكل الأساس لمفاهيم الملكية الشخصية والممتلكات وحق التصرّف.
قد تبدو الحقوق الممنوحة بشكل خاص، والتي أُنشئت بموجب عقد، في بعض الاحيان مشابهة جدًا للحقوق الحصرية، لكنها قابلة للتنفيذ فقط ضد المتلقّي او الممنوح له، وليس العالم بأسره.

## أنواع الحقوق الحصرية

### الملكية
فيما يتعلق بالملكية، ينشأ الحق الحصري في معظم الأحيان عند اكتساب شيء ملموس؛ ونتيجة لذلك، يُمنَع الآخرون من ممارسة السيطرة على هذا الشيء. على سبيل المثال، يمكن للشخص أن يمنع الآخرين من دخول واستخدام أرضه، أو من أخذ ممتلكاته الشخصية. ومع ذلك، فإن الحق الحصري ليس بالضرورة مطلقًا، حيث قد يسمح بحق الارتفاق/المرور بمستوى معين من وصول العامة إلى الأرض الخاصة.
يمكن إبرام اتفاقية حصرية (تعرف أيضًا باتفاقية القفل/الإغلاق) عندما يخطط طرفان لبيع عقار ولكن لم يتوصلوا بعد إلى اتفاقٍ كاملٍ أو لم يبرموا عقدًا للبيع. ستمنع الاتفاقية الحصرية البائع المقترح من التفاوض على البيع مع أي مشتري محتمل آخر لفترة زمنية محددة.

### الملكية الفكرية
تعترف معظم الحكومات بمجموعة من الحقوق الحصرية المتعلقة بأعمال التأليف، والاختراعات، وبيانات الأصل وتحديد المنشأ. تُعرف هذه الحقوق أحيانًا تحت مصطلح شامل "بالملكية الفكرية."

## التاريخ والحجج
في البلدان التي تطبق القانون العام، عادةً ما كانت الحقوق الحصرية تجسيدًا وتدويناً للمعايير الاجتماعية السابقة المتعلقة بالأراضي أو المنقولات الشخصية.
في أوروبا القارية، هناك وجهة نظر مفادها أن حقوق المؤلف، والبراءات، وما شابهها، هي تجسيد وتدوين لنوع من الحقوق الأخلاقية أو الحقوق الطبيعية، أو حق الشخصية. ومع ذلك، لا يمكن تبرير مثل هذه الحجج بشكل ثابت إلا من خلال المنهجيات والنزعات الأداتية أو العواقبية، كما يتضح من المنطق المستنتج في المادة الأولى من دستور الولايات المتحدة الذي ينص على أن حقوق المؤلف والبراءات توجد فقط "لتعزيز تقدم العلوم والفنون المفيدة".